# Chilothorax kerzhneri
Chilothorax kerzhneri är en skalbaggsart som beskrevs av Nikolajev 1984. Chilothorax kerzhneri ingår i släktet Chilothorax och familjen Aphodiidae. Inga underarter finns listade i Catalogue of Life.